# Betula cylindrostachya
Betula cylindrostachya är en björkväxtart som beskrevs av John Lindley och Nathaniel Wallich. Betula cylindrostachya ingår i släktet björkar, och familjen björkväxter. Inga underarter finns listade.